# Conclaaf van 1939

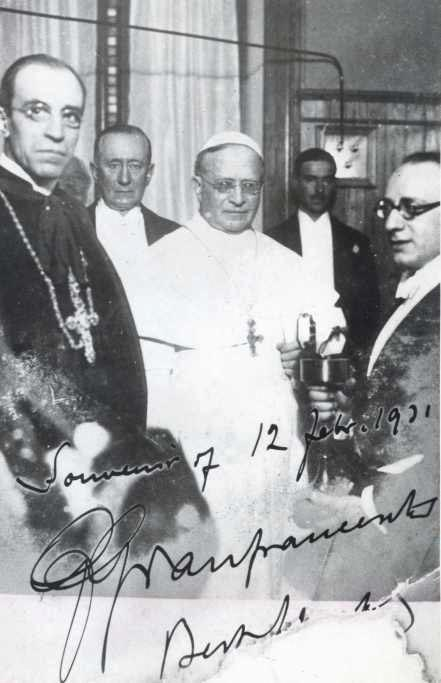
Eugenio kardinaal Pacelli, hier links naast zijn voorganger, Paus Pius XI, werd gekozen tot paus

Het Conclaaf van 1939 vond plaats op 1 en 2 maart van dat jaar en volgde op de dood van paus Pius XI en leidde tot de verkiezing van Eugenio kardinaal Pacelli, op dat moment kardinaal-staatssecretaris en camerlengo, als paus Pius XII.
Het was het eerste conclaaf sinds tijden waarbij rekening werd gehouden met de verkiezing van een niet-Italiaan als paus, hoewel Pacelli vooraf gold als de grootste kanshebber onder de papabili. Andere kandidaten die vooraf getipt werden, waren Luigi kardinaal Maglione, een diplomaat van de Heilige Stoel,  Elia kardinaal Dalla Costa, aartsbisschop van Florence, Jean kardinaal Villeneuve, aartsbisschop van Quebec, Eugène kardinaal Tisserant, een Curiekardinaal en August kardinaal Hlond, aartsbisschop van Poznań.
Aan het Conclaaf namen tweeënzestig kardinalen deel. Anders dan bij het Conclaaf van 1922 had men nu voldoende tijd genomen tussen het overlijden van de paus en het begin van het conclaaf. Dit stelde kardinalen van ver weg in staat om op tijd in Rome te kunnen zijn. 

## De verkiezing
Op de tweede dag van het conclaaf kreeg Pacelli, wiens 63ste verjaardag het juist die dag was - tijdens de tweede stemronde de benodigde tweederdemeerderheid. Nadat vervolgens de stembriefjes werden nagekeken om vast te stellen of de nieuw gekozen paus niet op zichzelf had gestemd, en de deken van het College van Kardinalen wilde vragen of Pacelli zijn benoeming aanvaardde, stond deze erop dat er nogmaals gestemd zou worden. Zo geschiedde en tijdens de derde stemronde verkreeg hij alle 61 stemmen. Hij aanvaardde de verkiezing en koos de naam van zijn voorganger als eigen naam. De kardinaal-protodiaken, Camillo Caccia Dominioni maakte het nieuws op de traditionele wijze bekend vanaf de buitenloggia van de Sint-Pietersbasiliek. Het toegestroomde volk reageerde enthousiast op het nieuws, en zette spontaan de hymne Christus vincit in. 
| Continent       | Kardinalen                 |
| --------------- | -------------------------- |
| Afrika          | 2                          |
| Azië            | 1                          |
| Europa          | 55 (waarvan 35 uit Italië) |
| Latijns-Amerika | 2                          |
| Noord-Amerika   | 4                          |
| Oceanië         | 0                          |